# Jiangsu Nuzi Paiqiu Dui 2013-2014
Questa voce raccoglie le informazioni riguardanti lo Jiangsu Nuzi Paiqiu Dui nelle competizioni ufficiali della stagione 2013-2014.

## Organigramma societario
Area tecnica
- Allenatore: Zhou Wei
- Assistente allenatore: Yin Yong, Qin Yiwu

## Rosa
| N° | Nome            | Ruolo | Data di nascita  | Nazionalità sportiva |
| -- | --------------- | ----- | ---------------- | -------------------- |
| 1  | Wang Xueting    | C     | 10 marzo 1995    | Cina                 |
| 2  | Zhang Changning | S     | 6 novembre 1995  | Cina                 |
| 3  | Li Hui          | P     | 19 gennaio 1990  | Cina                 |
| 4  | Gu Wenting      | C     | 11 luglio 1995   | Cina                 |
| 5  | Wang Tingting   | C     | 20 gennaio 1993  | Cina                 |
| 6  | Wang Chenyue    | C     | 22 agosto 1995   | Cina                 |
| 7  | Zhai Tingli     | S     | 2 novembre 1988  | Cina                 |
| 8  | Chen Zhan       | L     | 11 ottobre 1990  | Cina                 |
| 9  | Xu Ruoya        | S     | 1º marzo 1994    | Cina                 |
| 10 | Jaing Qianwen   | S/O   | 27 gennaio 1992  | Cina                 |
| 11 | Chu Yueming     | C     | 28 gennaio 1995  | Cina                 |
| 12 | Zhao Jingxue    | P     | 12 gennaio 1993  | Cina                 |
| 13 | Wang Wei        | S     | 1º gennaio 1989  | Cina                 |
| 14 | Diao Linyu      | P     | 7 aprile 1994    | Cina                 |
| 15 | Liu Chang       | S/O   | 28 febbraio 1995 | Cina                 |
| 16 | Xu Lingli       | C     | 9 aprile 1991    | Cina                 |
| 17 | Liu Peiyi       | S/O   | 28 febbraio 1994 | Cina                 |
| 18 | Wang Zunyi      | L     | 8 aprile 1992    | Cina                 |